# جان جیمز اودوبان
جان جیمز اودوبان (به انگلیسی: John James Audubon) (زاده ۲۶ آوریل ۱۷۸۵ - درگذشته ۲۷ ژانویه ۱۸۵۱) پرنده‌شناس، طبیعت‌گرا، شکارچی و نقاش آمریکایی است. پرندگان آمریکای شمالی را به شیوه‌ای به مراتب بهتر از گذشته تصویر برداری، فهرست بندی و شرح نمود.
از نمونه آثار مشهور وی می‌توان از کتاب پرندگان آمریکا که در سال ۱۸۲۷ میلادی در بریتانیا به چاپ رسید، یاد کرد. جان جیمز اودوبان ۱۲ سال از عمرش را صرف تکمیل کتاب مذکور کرد. نکته شایان ذکر پیرامون این اثر، این است که به عنوان گران‌قیمت‌ترین کتاب تاریخ از آن یاد می‌شود.